# Torre Roseta
La Torre Roseta és un mas senyorial a mig camí dels nuclis de Quart i Fornells de la Selva en el que hi destaca una torre de defensa, actualment al centre del conjunt edificat, si bé que probablement en origen adossada a l'edifici principal. La finca és propietat de la família Sentmenat, marquesos de Castelldosrius. El nom de Torre Roseta o Mas de les Rosetes prové d'un escut nobiliari amb tres roses; el nom de Can Ribes procedeix de la família Ribes, antics masovers com a mínim des de finals del segle xvii i fins al present.

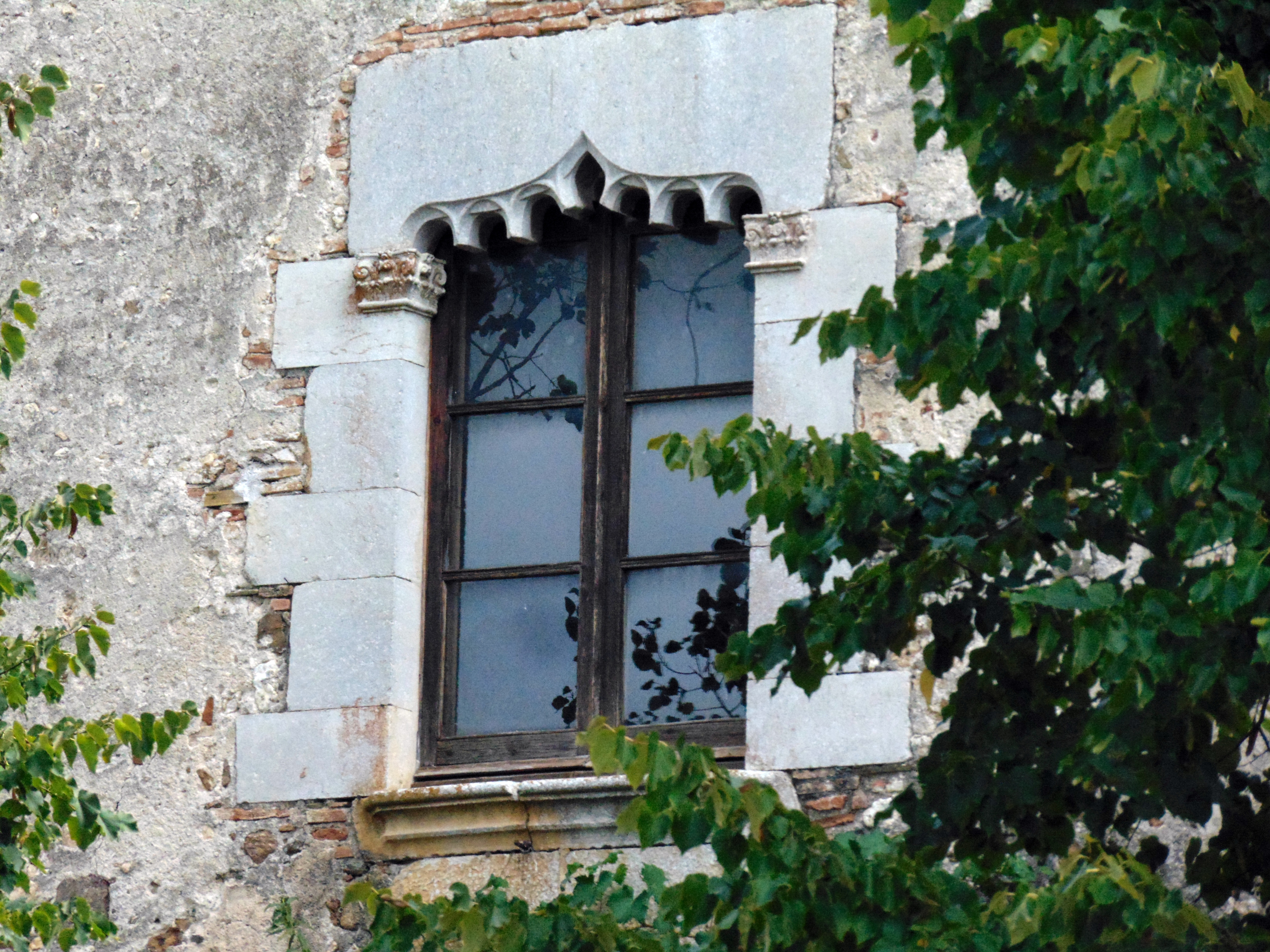

L'edifici data del segle xiv malgrat hi ha intervencions i afegits posteriors evidenciats pels motius ornamentals de diversos estils (renaixentista i barroc). La documentació que es conserva són, bàsicament, capítols matrimonials de la família Ribes, masovers de la casa fins als nostres dies. El manuscrit més antic data de l'any 1690. Si bé és probable un origen anterior, la major part de les estructures visibles semblen ser originàries d'entre els segles XIV i XVI. També presenta destacades reformes posteriors, d'entre els segles xvi i xviii, com són diverses ornamentacions renaixentistes i una porta barroca. L'edifici és organitzat al voltant d'un pati central quadrat i a la façana principal hi destaquen tres finestres d'arc conopial i el portal d'arc de mig punt adovellat. A l'interior de l'edifici també diversos arcs escarsers, propis de les reformes d'època moderna.
Destaquen els elements de caràcter defensiu, molt emmascarats per modificacions posteriors, però evident a partir de les restes conservades. Pràcticament tot el perímetre del casal hauria disposat de merlets de mantellet, visibles especialment a la façana nord, on en romanen 9, i també a les façanes est i oest, on se'n mantenen visibles 3 i 2 respectivament. A l'extrem sud de la façana nord un dels buits entre merlets és ocupat per una lladronera d'obra de maons, que protegeix una porta gòtica de permòdols, situada a la planta baixa. També cal destacar la major part de finestres, algunes d'elles espitllerades, com per exemple les tres finestres d'arc conopial de la façana principal o a les encarades al pati interior.
La torre és de planta quadrada, de tres pisos, aproximadament de 5 metres de costat, amb finestres gòtiques, de llinda plana i espitllerades, que donen al pati interior, on també, al primer pis, hi ha una porta gòtica. La resta del parament de la torre està arrebossat, sense poder-se observar possibles elements defensius.